# 금산중학교 금산동분교
금산중학교 금산동분교는 전라남도 고흥군 금산면 오천리에 있었던 공립 중학교이다.

## 연혁
- 1971년 12월 21일 금산동중학교 설립인가
- 1972년 3월 9일 개교
- 2002년 3월 1일 금산중학교 금산동분교장으로 개편
- 2009년 3월 1일 본교로 통합, 37년만에 폐교